# Chuŏr Phnum Dângrêk

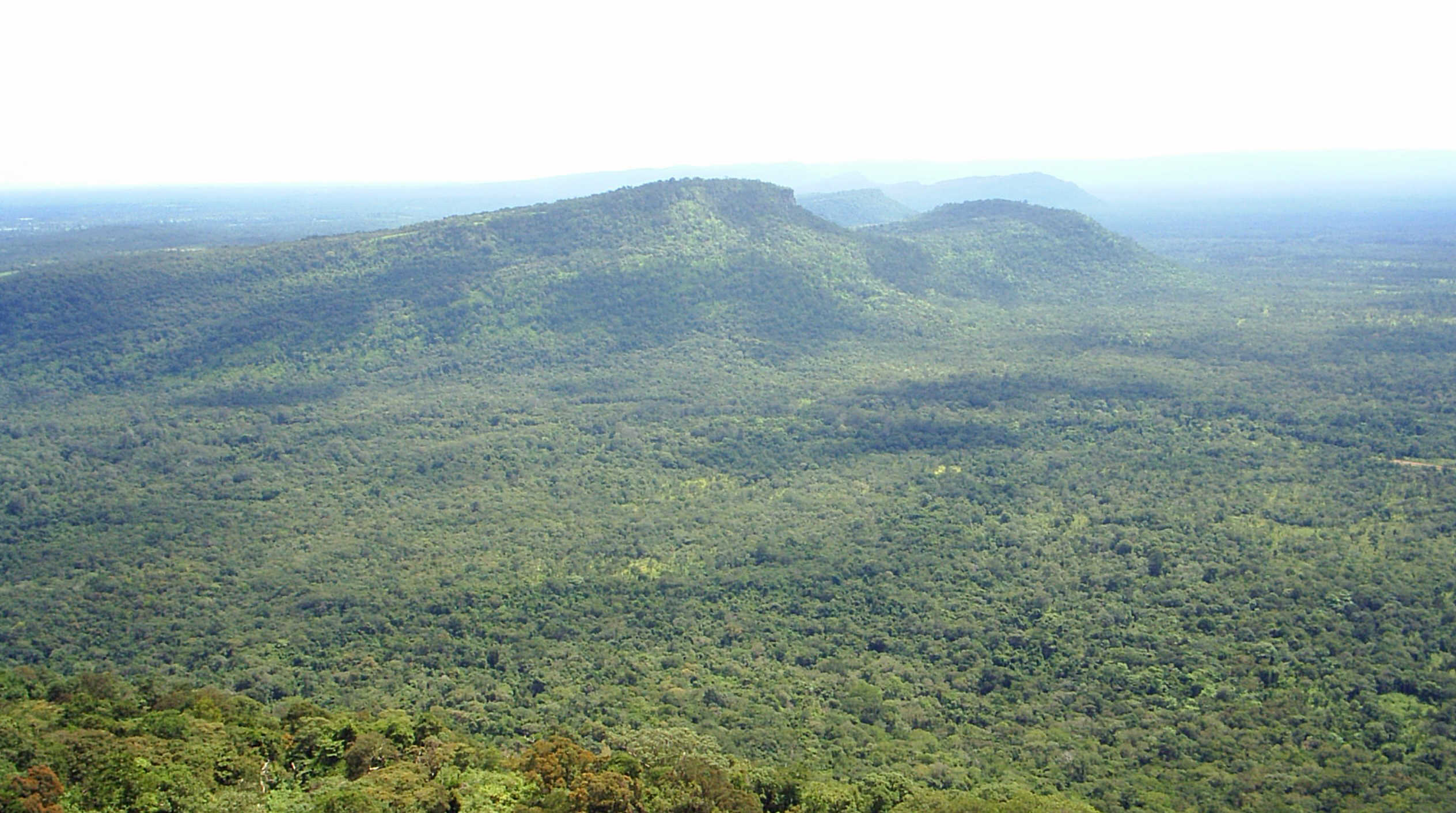
Góry Dangrek

Chuŏr Phnum Dângrêk (taj. Dong Rak, khm. ជួរភ្នំដងរែក) – pasmo górskie na Półwyspie Indochińskim, na granicy Tajlandii i Kambodży, ciągnie się przez ok. 300 km, szerokie do 60 km. Góry są stosunkowo niskie, średnia wysokość to ok. 500 m, maksymalne wzniesienie sięga na ok. 753 m n.p.m. Chuŏr Phnum Dângrêk porośnięte są wiecznie zielonymi lasami równikowymi, u  północnego podnóża położone są liczne dobrze zachowane ruiny świątyń khmerskich z X–XIII wieku.